# Piaggio P.32
Piaggio P.32 là một loại máy bay ném bom tầm trung của Ý vào cuối thập niên 1930, do hãng Piaggio chế tạo, Giovanni Pegna thiết kế.

## Biến thể
P.32 I
P. 32 II
Caproni Ca.405 Procellaria
P.32 Bis

## Quốc gia sử dụng
Italy
- Regia Aeronautica

## Tính năng kỹ chiến thuật (P.32 I)
Đặc điểm tổng quát
- Kíp lái: 5/6
- Chiều dài: 16,3 m (53 ft 6 in)
- Sải cánh: 18 m (59 ft)
- Chiều cao: 5,1 m (16 ft 9 in)
- Diện tích cánh: 60 m² (645,6 ft²)
- Trọng lượng rỗng: 6.355 kg (13.981 lb)
- Trọng lượng cất cánh tối đa: 9.355 kg (20.581 lb)
- Động cơ: 2 × Isotta-Fraschini Asso XI.RC40, 615 kW (825 hp)  mỗi chiếc

 Hiệu suất bay 
- Vận tốc cực đại: 386 km/h (208 kn, 240 mph)
- Tầm bay: 1,950 km (1.053 nmi, 1.212 mi)
- Trần bay: 7.250 m (23.780 ft)
- Leo lên độ cao 5.000 m (16.400 ft): 19 phút 54 giây.

Trang bị vũ khí

- 5 × Súng máy Breda-SAFAT 7,7 mm (0.303 in)
- 1.600 kg (3.500 lb) bom